# دیو ساندرز
دیو ساندرز (انگلیسی: Dave Saunders؛ زادهٔ ۱۹ اکتبر ۱۹۶۰) بازیکن والیبال اهل ایالات متحده آمریکا بود.